# Chris Kirkpatrick

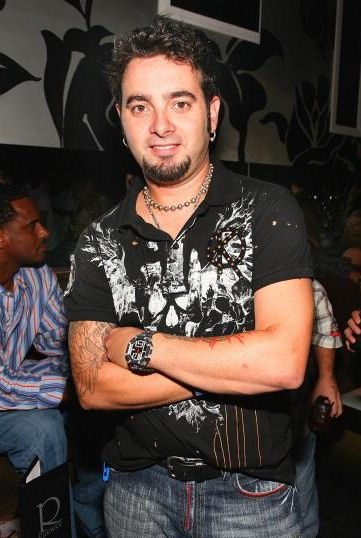
Chris Kirkpatrick (2007)

Christopher „Chris“ Alan Kirkpatrick (* 17. Oktober 1971 in Clarion, Clarion County, Pennsylvania) ist ein US-amerikanischer Sänger, Musikproduzent, Tänzer, Schauspieler und Synchronsprecher. Er ist Gründungsmitglied der Boygroup *NSYNC.

## Leben
Kirkpatrick wurde am 17. Oktober 1971 in Clarion als ältester von insgesamt fünf Kindern geboren. Er hat vier Halb-Schwestern und ist schottischer, irischer, indischer und spanischer Abstammung. Seine Mutter Beverly Eustice, eine Gesangslehrerin, war zum Zeitpunkt seiner Geburt 16 Jahre alt. Die Familie lebte unter schwierigen und ärmlichen Verhältnissen. Sie war oft dazu gezwungen, ihren Wohnort zu wechseln. Dank einer musikalischen Familie erhielt er in der sechsten Klasse die Hauptrolle des Oliver Twist aus dem gleichnamigen Roman. Von da an tauchte er tiefer in die Materie der Musik hinab. Ab der siebten Klasse besuchte er die Dalton High School, in der er neben Mitwirkungen in Musicals auch im Schulchor mitsang. Er machte 1990 seinen High-School-Abschluss und zog anschließend nach Orlando, um seinen Vater kennenzulernen. Er studierte am Valencia College zuerst Schauspiel, wechselte dann allerdings das Hauptfach zu Musik. 1993 erhielt er seinen Associate Degree in Musik. Er erhielt ein Stipendium für das Rollins College, wo er Vollzeit Musik und Psychologie studierte.
Seit dem 2. November 2013 ist er mit Karlyn M. Skladany verheiratet. Am 10. Oktober 2017 wurden sie Eltern eines Kindes.

## Karriere
Ab 1994 suchte er Sänger für ein Boygroup-Projekt. Er rekrutierte schließlich Justin Timberlake und JC Chasez. Wenig später ergänzte Joey Fatone die Band. Als letztes stieß Lance Bass zur Gruppe, sodass ab September 1995 mit der Aufnahme erster Stücke begonnen werden konnte. In den nächsten Jahren veröffentlichte die Gruppe mehrere Studioalben und ging auf Tourneen. 2002 wurde Kirkpatrick im Lied Without Me von Eminem genannt, da er laut Eminem das einzige Mitglied einer Boygroup war, der dem Rapper Kontra gab, als dieser allgemein negatives über Boygroups sagte.
Nach der Auflösung *NSYNC noch im selben Jahr, gründete er das Musikprojekt Nigel's 11 im Jahr 2007. 2010 erfolgte die Produktion des ersten Studioalbums. Der Sound der Rockband orientiert sich an denen verschiedener Rockgruppen der 1970er und 1980er Jahre wie Electric Light Orchestra, Queen und Boston. Wenig später löste sich die Band auf.
Bereits zu Beginn des 21. Jahrhunderts konnte Kirkpatrick erste Filmrollen erhalten. So spielte er 2001 in den Filmproduktionen On the Line und Longshot – Ein gewagtes Spiel mit. Ab demselben Jahr war er als Synchronsprecher in Zeichentrickserien wie Die Simpsons, Cosmo & Wanda – Wenn Elfen helfen oder Stripperella zu hören. Ab Mitte der 2010er Jahre spielte er in Filmen des Low-Budget-Filmstudios The Asylum wie 2015 in Sharknado 3 oder 2016 in Dead 7 – Sie sind schneller als der Tod mit. Anschließend folgten Besetzungen in Fernsehserien wie Angie Tribeca.
Im September 2022 nahm Kirkpatrick als Hummingbird an der achten Staffel der US-amerikanischen Version von The Masked Singer teil, in der er den 20. Platz erreichte. In einer Episode der 13. Staffel präsentierte er einen Hinweis zur Identität des Kandidaten Nessy (Edwin McCain).

## Filmografie (Auswahl)

### Film
- 2001: On the Line
- 2001: Longshot – Ein gewagtes Spiel (Longshot)
- 2013: George Clinton’s Gongafunkadine (Fernsehfilm)
- 2015: Sharknado 3 (Sharknado 3: Oh Hell No!, Fernsehfilm)
- 2016: Dead 7 – Sie sind schneller als der Tod (Dead 7)
- 2016: Angie Tribeca (Fernsehserie, Episode 2x07)
- 2017: Return of the Mac (Fernsehserie, 3 Episoden)
- 2018: King of the Golden Sun: The Series (Fernsehserie, Episode 1x07)
- 2024: Schmutziges Pop-Geschäft: Der Boy-Band-Betrug (Dirty Pop: The Boy Band Scam, Dokumentarfilm, Miniserie)

### Synchronisationen
- 2001: Die Simpsons (The Simpsons, Zeichentrickserie, Episode 12x14)
- 2001–2009: Cosmo & Wanda – Wenn Elfen helfen (The Fairly OddParents, Zeichentrickserie, 6 Episoden)
- 2004: Stripperella (Zeichentrickserie, Episode 1x09)